# Samson Reinhart
Pour les articles homonymes, voir Reinhart.
Samson Reinhart (né le 6 novembre 1995 à West Vancouver en Colombie-Britannique au Canada) est un joueur professionnel canadien de hockey sur glace. Il évolue au poste de centre. Il est le fils de Paul Reinhart et le frère de Max et Griffin Reinhart. 

## Biographie

### En club
Reinhart a été repêché par les Sabres de Buffalo en tant que deuxième joueur sélectionné du repêchage d'entrée dans la LNH 2014.
Il remporte la Coupe Stanley 2024 avec les Panthers de la Floride.

### En équipe nationale
Avec l'équipe junior du Canada, il remporte la médaille d'or au Championnat du monde junior 2015 qui se déroule au Canada. Il termine meilleur pointeur de la compétition avec 11 points (5 buts et 6 assistances). Il est par ailleurs élu meilleur attaquant de la compétition par le directoire de l'IIHF et fait partie de l'équipe type désignée par les médias,.

## Statistiques

### En club
| Saison     | Équipe                 | Ligue      |     | Saison régulière | Saison régulière | Saison régulière | Saison régulière | Saison régulière |    | Séries éliminatoires | Séries éliminatoires | Séries éliminatoires | Séries éliminatoires | Séries éliminatoires |
| Saison     | Équipe                 | Ligue      | PJ  | B                | A                | Pts              | Pun              | PJ               | B  | A                    | Pts                  | Pun                  |                      |                      |
| 2010-2011  | Ice de Kootenay        | LHOu       | 4   | 2                | 0                | 2                | 0                | 7                | 0  | 0                    | 0                    | 0                    |                      |                      |
| 2011-2012  | Ice de Kootenay        | LHOu       | 67  | 28               | 34               | 62               | 2                | 4                | 1  | 1                    | 2                    | 0                    |                      |                      |
| 2012-2013  | Ice de Kootenay        | LHOu       | 72  | 35               | 50               | 85               | 22               | 5                | 0  | 1                    | 1                    | 4                    |                      |                      |
| 2013-2014  | Ice de Kootenay        | LHOu       | 60  | 36               | 69               | 105              | 11               | 13               | 6  | 17                   | 23                   | 2                    |                      |                      |
| 2014-2015  | Sabres de Buffalo      | LNH        | 9   | 0                | 1                | 1                | 2                | -                | -  | -                    | -                    | -                    |                      |                      |
| 2014-2015  | Ice de Kootenay        | LHOu       | 47  | 19               | 46               | 65               | 20               | 7                | 6  | 3                    | 9                    | 8                    |                      |                      |
| 2014-2015  | Americans de Rochester | LAH        | 3   | 0                | 3                | 3                | 0                | -                | -  | -                    | -                    | -                    |                      |                      |
| 2015-2016  | Sabres de Buffalo      | LNH        | 79  | 23               | 19               | 42               | 8                | -                | -  | -                    | -                    | -                    |                      |                      |
| 2016-2017  | Sabres de Buffalo      | LNH        | 79  | 17               | 30               | 47               | 8                | -                | -  | -                    | -                    | -                    |                      |                      |
| 2017-2018  | Sabres de Buffalo      | LNH        | 82  | 25               | 25               | 50               | 26               | -                | -  | -                    | -                    | -                    |                      |                      |
| 2018-2019  | Sabres de Buffalo      | LNH        | 82  | 22               | 43               | 65               | 16               | -                | -  | -                    | -                    | -                    |                      |                      |
| 2019-2020  | Sabres de Buffalo      | LNH        | 69  | 22               | 28               | 50               | 20               | -                | -  | -                    | -                    | -                    |                      |                      |
| 2020-2021  | Sabres de Buffalo      | LNH        | 54  | 25               | 15               | 40               | 10               | -                | -  | -                    | -                    | -                    |                      |                      |
| 2021-2022  | Panthers de la Floride | LNH        | 78  | 33               | 49               | 82               | 13               | 10               | 3  | 1                    | 4                    | 2                    |                      |                      |
| 2022-2023  | Panthers de la Floride | LNH        | 82  | 31               | 36               | 67               | 12               | 21               | 8  | 5                    | 13                   | 12                   |                      |                      |
| 2023-2024  | Panthers de la Floride | LNH        | 82  | 57               | 37               | 94               | 31               | 22               | 9  | 6                    | 15                   | 12                   |                      |                      |
| Totaux LNH | Totaux LNH             | Totaux LNH | 696 | 255              | 283              | 538              | 146              | 53               | 20 | 12                   | 32                   | 26                   |                      |                      |

### En équipe nationale
Il représente le Canada au niveau international.
| Année | Équipe         | Compétition                  |    | PJ | B | A  | Pts | Pun                |  | Résultat |
| 2012  | Canada -18 ans | Championnat du monde -18 ans | 7  | 2  | 4 | 6  | 0   | Médaille de bronze |  |          |
| 2013  | Canada -18 ans | Championnat du monde -18 ans | 7  | 3  | 4 | 7  | 2   | Médaille d'or      |  |          |
| 2014  | Canada junior  | Championnat du monde junior  | 7  | 2  | 3 | 5  | 0   | 4e place           |  |          |
| 2015  | Canada junior  | Championnat du monde junior  | 7  | 5  | 6 | 11 | 6   | Médaille d'or      |  |          |
| 2016  | Canada         | Championnat du monde         | 10 | 0  | 4 | 4  | 0   | Médaille d'or      |  |          |
| 2019  | Canada         | Championnat du monde         | 10 | 3  | 2 | 5  | 0   | Médaille d'argent  |  |          |
| 2025  | Canada         | Confrontation des 4 nations  | 4  | 0  | 4 | 4  | 0   | Vainqueur          |  |          |

## Trophées et honneurs personnels

### Ligue de hockey de l'Ouest
- 2011-2012 : trophée Jim-Piggott
- 2012-2013 : deuxième équipe d'étoiles de l'Association de l'Est de la LHOu
- 2013-2014 :
  - première équipe d'étoiles de l'Association de l'Est de la LHOu
  - Trophée commémoratif des quatre Broncos
  - trophée Brad-Hornung
- 2014-2015 : deuxième équipe d'étoiles de l'Association de l'Est de la LHOu

### Ligue nationale de hockey
- 2023-2024 : 
  - participe au 68e Match des étoiles
  - remporte la Coupe Stanley avec les Panthers de la Floride